# Teofilândia
Teofilândia este un oraș în statul Bahia (BA) din Brazilia.